# Elaphoglossum ceylanicum
Elaphoglossum ceylanicum là một loài dương xỉ trong họ Dryopteridaceae. Loài này được Krajina ex Sledge mô tả khoa học đầu tiên năm 1967.
Danh pháp khoa học của loài này chưa được làm sáng tỏ. 